# Džang Venšju
Džang Venšju (poenostavljeno kitajsko: 张文秀; tradicionalno kitajsko: 張文秀; pinjin: Zhāng Wénxiù), kitajska atletinja, * 22. marec 1986, Daljan, Ljudska republika Kitajska. 
Nastopila je na poletnih olimpijskih igrah v letih 2004, 2008, 2012 in 2016, v letih 2008 in 2016 je osvojila srebrno medaljo v metu kladiva, leta 2012 pa bronasto. Na svetovnih prvenstvih je osvojila eno srebrno in tri bronaste medalje, na azijskih prvenstvih pa dva naslova prvakinje.